# Эль-Сайед, Осман
Мухаммад Осман Эль-Сайед (араб. محمد عثمان السيد‎; 28 февраля 1930 (по другим данным 30 ноября 1929 года ), Александрия, Египет) — египетский борец греко-римского стиля, серебряный призёр Олимпийских игр  .

## Биография
На Летних Олимпийских играх 1960 года в Риме боролся в наилегчайшем весе (до 52 килограммов). Представлял на играх Объединённую Арабскую Республику. По регламенту турнира борец получал в схватках штрафные баллы. Набравший 5 штрафных баллов спортсмен выбывал из турнира. Титул оспаривали 18 борцов.
К пятому кругу сложилось следующее положение: два борца имели по четыре штрафные балла, а четыре, в том числе и Эль-Сайед по пять штрафных баллов. В пятом круге состоялось три встречи, и трое проигравших выбыли. Эль-Сайед победил, набрав 6 баллов, столько же, сколько также победивший в своей встрече Мохамед Пазираи, но за счёт личной победы Эль-Сайед стал вторым, а Пазираи — третьим. 
| Выступление на Олимпийских играх 1960 года | Выступление на Олимпийских играх 1960 года | Выступление на Олимпийских играх 1960 года | Выступление на Олимпийских играх 1960 года | Выступление на Олимпийских играх 1960 года | Выступление на Олимпийских играх 1960 года | Выступление на Олимпийских играх 1960 года |
| Круг                                       | Соперник                                   | Страна                                     | Результат                                  | Баллы                                      | Всего баллов                               | Время схватки                              |
| ------------------------------------------ | ------------------------------------------ | ------------------------------------------ | ------------------------------------------ | ------------------------------------------ | ------------------------------------------ | ------------------------------------------ |
| 1                                          | Йорген Йенсен                              | Дания                                      | Победа По очкам                            | -1                                         | -1                                         | 12:00                                      |
| 2                                          | Мохамед Пазираи                            | Иран                                       | Победа По очкам                            | -1                                         | -2                                         |                                            |
| 3                                          |                                            |                                            |                                            | 0                                          | -2                                         |                                            |
| 4                                          | Иван Кочергин                              | Союз Советских Социалистических Республик  | Поражение По очкам                         | 1-2 -3                                     | -5                                         |                                            |
| Финал                                      | Такаси Хирата                              | Япония                                     | Победа По очкам                            |                                            |                                            |                                            |